# Diatesi passiva
La diatesi passiva è un tipo di diatesi circostanziale che eleva l'argomento paziente (espresso tramite l'oggetto) in un soggetto, rimanendo semanticamente il paziente. Il soggetto viene invece declassato in un argomento obliquo, in genere un complemento d'agente.
Va innanzitutto premesso che tale forma verbale non è possibile nei verbi intransitivi, ma solo nei verbi transitivi.
Il senso della costruzione passiva è quello di mettere in evidenza il punto di vista dell'oggetto semantico, quello che subisce dunque l'azione. Per esempio, la frase attiva:
- il cane mangia i biscotti

può essere trasformata in una proposizione passiva:
- i biscotti sono mangiati dal cane.

I rapporti tra agente e paziente di fatto rimangono invariati, e dal punto di vista semantico possiamo dire che i biscotti resta un oggetto. Ciò che cambia completamente è comunque la struttura grammaticale dell'enunciato;  i biscotti  assume il ruolo di soggetto grammaticale ed arriva quindi a determinare quella che sarà la forma del verbo:
- i biscotti (soggetto) sono mangiati dal cane (complemento di agente).

il cane conserva il ruolo di agente, ma perde invece il ruolo di soggetto grammaticale per diventare un complemento, che come tale non dovrà neanche necessariamente essere specificato (I biscotti sono mangiati).

## La diatesi passiva nelle lingue indoeuropee
Il Proto-indoeuropeo conosceva soltanto la diatesi attiva e la diatesi media. Perciò le lingue che ne derivano hanno formato autonomamente la coniugazione passiva. In genere le forme sono simili alla diatesi media. È il caso del latino, che flette i verbi tramite il tema -r, originario della diatesi media indoeuropea. Tale coniugazione nei temi del presente è di tipo analitico, cioè viene espressa mediante un'unica desinenza, al contrario delle forme del tema del perfetto che sono di tipo perifrastico, con ausiliare "essere".  Si confrontino per esempio la diatesi passiva latina e la diatesi media tocaria, continuazione della diatesi media indoeuropea:
toc.B: musketär "va perduto", 3° persona singolare, diatesi media
lat:  Discipuli laudantur a magistro, "Gli allievi sono lodati dal maestro", diatesi passiva
La diatesi media continua in latino nella diatesi deponente e nella diatesi semi-deponente, le quali hanno una coniugazione quasi identica alla forma passiva, ma semanticamente hanno lo stesso valore della diatesi attiva.
Il greco ha una diatesi passiva morfologicamente distinta da quella media soltanto nel futuro e nell'aoristo.

### In italiano
La lingua italiana usa una diatesi passiva perifrastica, ovvero, non viene usata una singola parola, ma piuttosto una costruzione che contempla più parole. Nel caso specifico dell'italiano è formata da un verbo ausiliare (essere o venire) e il participio passato (che per i verbi transitivi ha valore passivo) del verbo originario.
In italiano, questo tipo di coniugazione perifrastica fa coesistere due participi passati nello stesso sintagma verbale quando il verbo è flesso ai tempi composti (trapassato, futuro anteriore ecc...):
- Presente:

Il poeta legge la poesia
La poesia è letta dal poeta.
- Passato prossimo:

Il poeta ha letto la poesia
La poesia è stata letta dal poeta.

#### Statica e dinamica
La diatesi passiva si divide principalmente in due categorie: la diatesi passiva statica e la diatesi passiva dinamica. La diatesi statica indica uno stato fermo, immobile del paziente, indica una caratteristica che ha ricevuto in precedenza da un agente.
L'italiano usa due verbi per indicare se la diatesi passiva è statica o dinamica: essere e venire. Il verbo essere traduce indistintamente sia la diatesi passiva statica sia dinamica:
la porta è aperta
Questa frase può voler dire la porta viene aperta da qualcuno (dinamica) o semplicemente indicare uno stato, una condizione della porta: la porta è aperta (statica: la porta 'sta' o 'si trova' aperta).
Nella frase:
La porta viene aperta
Nonostante non sia presente un agente, la frase indica che la porta viene aperta da qualcuno, ed è sottinteso che ci sia qualcuno che sta compiendo un'azione, quella di aprire la porta, e quindi la diatesi passiva è unicamente dinamica.

### In tedesco
Verbo ausiliare passivo statico: sein (essere)
Verbo ausiliare passivo dinamico: werden (diventare)
- das Geschäft ist seit zehn Jahren geöffnet ("Il negozio è aperto da dieci anni", statico)
- das Geschäft wird morgen eröffnet ("Il negozio viene inaugurato domani", dinamico)

### In spagnolo
Lo spagnolo ha due verbi corrispondenti all'italiano "essere": ser e estar. I due verbi distinguono i due tipi di diatesi passiva. Ser è usato per la forma "dinamica":
La puerta es abierta. "La porta viene aperta [da qualcuno]."
La puerta es cerrada. "La porta viene chiusa [da qualcuno]."
Estar è usato per formare la diatesi statica:
La puerta está abierta. "La porta è aperta" ovvero, è stata aperta in precedenza.
La puerta está cerrada. "La porta è chiusa"

### In olandese
L'olandese distingue addirittura la diatesi statica, dinamica e la semplice copula:
- De winkel is open. - aggettivo       - Il negozio è aperto.
- De winkel is geopend. - passivo statico  - Il negozio è aperto. Qualcuno deve averlo fatto, ma ora è semplicemente aperto.
- De winkel wordt geopend. - passivo dinamico - Il negozio viene/è aperto. Qualcuno sta aprendo il negozio.

Questa distinzione è possibile in inglese per alcuni verbi, come nel caso della frase "The store was open" (copula) che è distinto da "the store was opened" (è stato aperto da qualcuno), ma questa distinzione non sempre è possibile ("the store was closed" ne è un esempio).

## La quarta persona nelle lingue balto-finniche
Alcune lingue non contrastano le diatesi, ma semplicemente pronomi di persona con aspetto simile. Per esempio, le lingue baltofinniche come il finlandese e l'estone hanno un "passivo" che concettualmente postula una "quarta persona" mai menzionata prima (chiamata "persona passiva" o "persona comune") piuttosto che scambiare il soggetto e l'oggetto.
Per esempio, la frase "La casa è stata abbattuta" diventa:
Talo puhallettiin maahan
Tale frase dà l'idea che qualcuno, una certa persona non menzionata sta abbattendo (con il soffio dei propri polmoni) la casa.
Oltre alla quarta persona, può essere usata anche la transitività: per esempio, Ongelma ratkaistiin (frase transitiva), significa "Qualcuno ha risolto il problema", mentre  Ongelma ratkesi usa un verbo anticausativo, e significa "Il problema è stato risolto".

## La diatesi passiva nelle lingue a tema prominente
Le lingue a tema prominente come il mandarino standard tendono a non impiegare frequentemente la diatesi passiva. I parlanti del cinese costruiscono la diatesi passiva preponendo all'agente la particella bei- e risistemando il normale ordine delle parole. Per esempio, questa frase usa una diatesi attiva:
(Attenzione, la prima riga è scritta in cinese tradizionale, la seconda in cinese semplificato e la terza in pinyin
| 狗                            | 咬了         | 這個   | 男人。  |
| 狗                            | 咬了         | 这个   | 男人。  |
| Gou                           | yao-le       | zhege  | nanren. |
| cane                          | mordere-PASS | questo | uomo    |
| "Un cane ha morso quest'uomo" |              |        |         |
Tale frase può essere trasformata in:
| 這個                                  | 男人   | 被  | 狗   | 咬了。        |
| 这个                                  | 男人   | 被  | 狗   | 咬了。        |
| Zhege                                 | nanren | bei | gou  | yao-le.       |
| Questo                                | uomo   | da  | cane | mordere-PASS. |
| "Quest'uomo è stato morso da un cane" |        |     |      |               |
Inoltre, mediante l'aggiunta dell'ausiliare shi (essere) la diatesi passiva è usata per enfatizzare l'identità dell'agente. Questo esempio dà enfasi al cane, presumibilmente in contrapposizione a qualche altro animale:
| 這個                                                                       | 男人   | 是     | 被  | 狗   | 咬了。        |
| 这个                                                                       | 男人   | 是     | 被  | 狗   | 咬了。        |
| Zhege                                                                      | nanren | shi    | bei | gou  | yao-le.       |
| Questo                                                                     | uomo   | essere | da  | cane | mordere-PASS. |
| "Quest'uomo è stato morso proprio da un cane (e non da un altro animale)". |        |        |     |      |               |
Nonostante sia una lingua a tema prominente, il giapponese impiega la diatesi passiva abbastanza frequentemente, e ha due tipi di diatesi passiva, una che corrisponde alla diatesi passiva italiana e un'altra chiamata diatesi passiva indiretta, assente in italiano. Questa diatesi indiretta è usata quando è successo qualcosa di brutto e indesiderato a colui che parla:
| 彼                                               | は   | 泥棒   | に     | 財布        | を      | 盗まれた。          |
| Kare                                             | wa   | dorobō | ni     | saifu       | o       | nusumareta.         |
| Egli                                             | TEMA | ladro  | AGENTE | portafoglio | OGGETTO | rubare-PASSIVa-PASS |
| "Il suo portafoglio è stato rubato da un ladro." |      |        |        |             |         |                     |
| 僕                                                        | は   | 彼女   | に     | 嘘       | を      | 吐かれた。         |
| Boku                                                      | wa   | kanojo | ni     | uso      | o       | tsukareta.         |
| Io                                                        | TEMA | lei    | AGENTE | menzogna | OGGETTO | dire-PASSIVA-PASA. |
| "Sono stato mentito da lei" (oppure "Lei mi ha mentito.") |      |        |        |          |         |                    |

## Collegamenti
- Online analyzer of the active and passive voice in writing, su aztekera.com.